# Des Christoffel von Grimmelshausen abenteuerlicher Simplizissimus
Des Christoffel von Grimmelshausen abenteuerlicher Simplizissimus ist ein ZDF-Fernsehfilm in vier Teilen aus dem Jahr 1975, nacherzählt von Leopold Ahlsen mit Matthias Habich und Christian Quadflieg in den Hauptrollen. Der Film orientiert sich am Schelmenroman Der abenteuerliche Simplicissimus von Hans Jakob Christoffel von Grimmelshausen.

## Handlung

### Teil 1: (ZDF: 19. November 1975) Das Hanauer Kalb
In die einfache, bäuerliche Welt des Knaben Simplizissimus – später Simplex genannt – bricht der Dreißigjährige Krieg ein und raubt ihm Pflegeeltern und Zuhause. Ein Einsiedler nimmt sich seiner an und lehrt ihn Schreiben und Lesen.
Später gerät er unter die rauen Soldaten der Festung Hanau. Der Gouverneur lässt den Jungen in eine Kalbshaut einnähen und hält ihn sich als „Narr“. Hier aber hat Simplex auch Glück: er gewinnt den Schreiber Ulrich zum Freund.

### Teil 2: (ZDF: 23. November 1975) Der Jäger von Soest
Von den kroatischen Reitern hat Simplex genug. In gestohlener Kleidung flieht er aus dem Lager – dummerweise hat er Frauenkleider erwischt. Diese unfreiwillige Verwandlung macht ihn als Zofe begehrt. Nur schwer kann er sich männlichen Eroberungsversuchen entziehen. Als die Kaiserlichen hinter sein Geheimnis kommen, halten sie ihn für einen Spion. Aber inzwischen hat er selber Geld und schafft es, Soldat zu werden.
Aus einem naiven Musketier, den die Kameraden verspotten, wird ein rüder Soldat, der fleißig Beute macht und als „Jäger von Soest“ zu schlimmem Ruhm gelangt.

### Teil 3: (ZDF: 26. November 1975) Der Schatz
Der Galgen bleibt Simplex erspart. Als Preis dafür muss er einem General aus der Patsche helfen, was ihm – wieder einmal – mit einer List gelingt. Prompt stehen Neider auf, die Simplex eine Todesfalle stellen. Er aber hat wieder Glück, erwischt stattdessen sogar einen Goldschatz. Reich geworden, sagt er dem Kriegsdienst ade und wird ein braver Bürger. Andererseits hat er Pech: Er geht einer Pfarrerstochter ins geschickt geknüpfte Ehenetz. Seine Frau bekommt Kinder. Doch schon bald merkt er, dass die habgierige Verwandtschaft nur hinter seinem Geld her ist. Er zögert nicht lange und flieht in Richtung Paris.

### Teil 4: (ZDF: 30. November 1975) Adieu Welt
In der vergnügungssüchtigen Stadt Paris stehen Simplizissimus viele Türen offen, selbst die zum Liebestempel der Königin. Da erwischt ihn die tückische „Franzosenkrankheit“ (Syphilis).
Kaum genesen, schnürt er den Ranzen und nimmt seine unstete Wanderschaft wieder auf. Bittere Armut quält ihn. Aus den feinsten Pariser Kreisen führt ihn der Weg hinab in die Gesellschaft gemeiner Straßenräuber. Da endlich erwacht in ihm die Einsicht.
Er sagt der schnöden Welt ade und lebt fortan als frommer Einsiedler – genau wie jener Mann, der ihn am Anfang seiner Geschichte hinaus ins wechselvolle Leben geschickt hatte, der – wie er kurz zuvor erfährt – sein leiblicher Vater war.

## Sonstiges
- Hans Jakob Christoffel von Grimmelshausen (ca. 1622 bis 1676), der bedeutendste deutsche Autor des Barock, ist ein Erzähltalent von derber Anschaulichkeit. Sein Hauptwerk „Der abenteuerliche Simplicissimus“ gilt als der erste Charakter- und Entwicklungsroman. Der Roman ist ein kulturhistorisches Dokument, in das viel Selbsterlebtes einfloss.

- Die beiden Hauptdarsteller sind aus zwei Fernsehserien bekannt: Matthias Habich spielte in dem Sechsteiler „Die merkwürdige Lebensgeschichte des Friedrich Freiherrn von der Trenck“ und Christian Quadflieg in dem Vierteiler „Die unfreiwilligen Reisen des Moritz August Benjowski“ die Titelrolle.

- Die Abspannmusik basiert auf dem Lied „Ave Maria, gratia plena“ eines anonymen Komponisten (Paderborn 1617).

- Der Film ist seit Mai 2008 auf DVD erhältlich.

## Kritik
- „Ein Aufgebot von ausgezeichneten Darstellern, eine sorgfältige, manchmal schwelgerische Ausstattung und eine liebevolle Inszenierung.“ (Gong, 5 Punkte)

- „Einerseits ist es eine sehr freie Nacherzählung geworden, andererseits hält der Autor immer den Ton des Christoffel von Grimmelshausen.“ (Frankfurter Rundschau)